# Mark van den Boogaart
Mark van den Boogaart (Rotterdam, 3 september 1985) is een Nederlands voormalig voetballer die als middenvelder speelde.

## Loopbaan
Van den Boogaart genoot zijn voetbalopleiding bij Feyenoord. Op negentienjarige leeftijd verkaste hij naar Spanje om voor Sevilla FC te gaan spelen. Hier speelde hij alleen in derde en later het tweede elftal, Sevilla Atlético in de Segunda División B. De eerste helft van het seizoen 05/06 kwam hij terug naar Nederland om te spelen voor FC Dordrecht, waar hij op 29 september 2006 debuteerde. In de thuiswedstrijd tegen Helmond Sport (2-0) viel hij in. Door blessures speelde hij niet meer dan drie wedstrijden.
Van den Boogaart speelde op amateurbasis voor FC Dordrecht, een overeenkomst met Sevilla FC die duurde tot 31 januari 2007. Sevilla FC wilde dat FC Dordrecht voor de rest van het seizoen voor Van den Boogaart zou betalen. Omdat Van den Boogaart weinig aan spelen toe kwam, ging FC Dordrecht niet op het aanbod in en keerde hij terug naar Sevilla om het seizoen af te maken bij Sevilla Atlético. Daarmee promoveerde hij via play-offs naar de Segunda División A.
Tijdens een stageperiode bij N.E.C. in de voorbereiding op het seizoen 2007/2008 liet Van den Boogaart een goede indruk achter op trainer Mario Been, waarna hij een contract bij de Nijmegenaren tekende tot medio 2009. Door een zware blessure maakte hij niet eerder dan in de laatste play-offwedstrijd van het seizoen 2007/08 zijn debuut voor N.E.C.. Ook in het seizoen 2008/09 veroverde hij geen basisplaats, waarop zijn aflopende contract niet werd verlengd.
In 2009 ging hij terug naar Spanje, waar hij na een stageperiode voor één seizoen tekende bij Real Murcia. Hij kreeg hierna geen contractverlenging en nadat besprekingen met AD Cerro de Reyes op niets waren uitgelopen, keerde hij terug naar Nederland waar hij voor Topklasser BVV Barendrecht gaat spelen. Vanaf het seizoen 2012/13 speelde hij voor Rijnsburgse Boys. Vanaf het seizoen 2015/16 speelde hij voor AFC. Vanaf seizoen 2019-2020 speelt hij in het hart van het middenveld bij FC Amsterdamse Bos zaterdag 2.
Van den Boogaart was Nederlands jeugdinternational en nam deel aan het Europees kampioenschap voetbal onder 17 - 2002.